# فيانويفا دي غوميث
بلدية فيانويفا دي غوميث (بالإسبانية: Villanueva de Gómez) هي بلدية تقع في مقاطعة آبلة التابعة لمنطقة قشتالة وليون وسط إسبانيا.

## الديموغرافيا
بلغ عدد سكان بلدية فيانويفا دي غوميث 144 نسمة عام 2011 (وفقاً للمعهد الوطني للإحصاء الإسباني).
| 153 | 149 | 160 | 143 | 153 | 151 | 144 |